# 櫻井美晴
櫻井美晴（日语：／ Sakurai Miharu，1995年8月24日—），日本女性配音員。舊名：。
出生於美國，在東京都成長。劇團MIX所屬。

## 經歷
高中時期，櫻井美晴在日本電視台播出的深夜動畫《歸宅部活動記錄》裡以道明寺櫻一角首次亮相。2017年，她開始在劇團MIX登台表演。自2018年起屬於劇團MIX。她也宣布將自己的名字從「小林美晴」改為「櫻井美晴」。

## 人物
興趣：聽音樂、睡覺，更喜歡古典音樂。中學時期曾經加入吹奏樂社。她是個害羞的人，在出道作品《歸宅部活動記錄》裡飾演道明寺櫻時，她接受採訪表示「我不是一個意氣風發的人，所以很難突破自己的極限」。

## 演出
粗體字表示主要角色。

### 電視動畫
2013年
- 歸宅部活動記錄（道明寺櫻[6]）

2014年
- 喵～麵（日语：犬猫アワー 47都道府犬R&にゃ〜めん#にゃ〜めん）（CUP）

### 廣播節目
※記號表示網路廣播。
- 正式上場只有一次電台（2013年6月27日—10月10日，音泉、HiBiKi Radio Station（日语：HiBiKi Radio Station））※
- Radio the MIX（2018年2月6日—，YouTube劇團MIX頻道）※

### 舞台
- 吃飯、睡覺、追夢的地方（2018年）—飾 彩香
- 神明的禮物（2018年）—飾 秋帆、工作之神
- 有形與無形之物。一些令人愛上的事物。（2019年）—飾 西見千秋

## 音樂作品

### 角色歌曲
| 發行日期 | 商品名稱                                      | 歌 | 樂曲     | 備註                                 |
| 2013年   | 2013年                                        | 2013年 | 2013年   | 2013年                               |
| -------- | --------------------------------------------- | --- | -------- | ------------------------------------ |
| 9月18日  | 歸宅部活動記錄 角色歌曲&原聲集 歸宅部@音樂室♪ | 安藤夏希（木戶衣吹）、道明寺櫻（小林美晴）                                                                       | 「」     | 電視動畫《歸宅部活動記錄》片尾主題曲 |
| 9月18日  | 歸宅部活動記錄 角色歌曲&原聲集 歸宅部@音樂室♪ | 道明寺櫻（小林美晴）、大萩牡丹（相內沙英）、九重克蕾雅（千本木彩花）                                             | 「」     | 電視動畫《歸宅部活動記錄》片尾主題曲 |
| 9月18日  | 歸宅部活動記錄 角色歌曲&原聲集 歸宅部@音樂室♪ | 安藤夏希（木戶衣吹）、塔野花梨（結名美月）、道明寺櫻（小林美晴）、大萩牡丹（相內沙英）、九重克蕾雅（千本木彩花） | 「」     | 電視動畫《歸宅部活動記錄》片尾主題曲 |
| 9月18日  | 歸宅部活動記錄 角色歌曲&原聲集 歸宅部@音樂室♪ | 道明寺櫻（小林美晴）                                                                                             | 「魔王」 | 電視動畫《歸宅部活動記錄》插入歌     |

## 外部連結
- 櫻井美晴的X（前Twitter） （日語）